# MaXXXine
MaXXXine (bra: MaXXXine) é um filme de terror americano de 2024, escrito, dirigido, produzido e editado por Ti West. É a terceira e última parte da trilogia de filmes X, sucedendo X e Pearl (ambos de 2022), servindo como uma sequência direta do primeiro. O filme é estrelado por Mia Goth, que reprisa seu papel como Maxine Minx, ao lado de Elizabeth Debicki, Moses Sumney, Michelle Monaghan, Bobby Cannavale, Lily Collins, Halsey, Giancarlo Esposito e Kevin Bacon. No filme, como a única sobrevivente de um massacre, Maxine parte em busca de fama e sucesso na Hollywood dos anos 1980 enquanto é alvo de um assassino misterioso.
MaXXXine teve sua première no TCL Chinese Theatre em Los Angeles em 24 de junho de 2024, e foi lançado nos Estados Unidos pela A24 em 5 de julho de 2024. No Brasil, o filme foi lançado em 11 de julho de 2024 pela Universal Pictures. O filme arrecadou US$ 22 milhões em todo o mundo, tornando-se o filme de maior bilheteria da série.

## Sinopse
Após escapar milagrosamente de um terrível massacre no Texas, que deixou cicatrizes profundas em sua vida, Maxine decide deixar para trás seu passado sombrio e embarcar numa jornada de renovação pessoal e busca por seus sonhos. Assim, ela parte para Los Angeles em 1985, determinada a trilhar um novo caminho como atriz. Movida por uma mistura de coragem e esperança, ela se lança na vibrante cena artística da cidade, ansiosa por transformar suas aspirações em realidade e deixar uma marca indelével no mundo do entretenimento.
Enquanto Maxine atua nas gravações de um filme de terror de baixo orçamento, que pode alçá-la a voos maiores, a cidade de Los Angeles é atacada por um assassino em série conhecido como Night Stalker ("Perseguidor da Noite"), que começa a fazer vítimas próximas à protagonista. Além disso, surge um detetive particular disposto a incomodar Maxine, ameaçando tornar públicos supostos acontecimentos escabrosos de seu passado.

## Elenco
- Mia Goth como Maxine Minx
  - Charley Rowan McCain como a jovem Maxine
- Elizabeth Debicki como Elizabeth Bender, uma diretora de cinema britânica que trabalha em The Puritan II.[12]
- Moses Sumney como Leon, funcionário de uma locadora de vídeo e amigo próximo de Maxine.
- Michelle Monaghan como detetive Williams
- Bobby Cannavale como detetive Torres
- Halsey como Tabby Martin, uma estrela pornô e amiga de Maxine.
- Lily Collins como Molly Bennet, uma atriz em The Puritan II.
- Giancarlo Esposito como Teddy Knight, Esq., um agente da indústria de filmes adultos e atores de filmes Z
- Kevin Bacon como John Labat, um investigador particular.
- Simon Prast como Ernest Miller, um televangelista e pai distante de Maxine.
- Chloe Farnworth como Amber James, uma estrela pornô e amiga de Maxine.
- Deborah Geffner como Elaine, diretora de elenco
- Sophie Thatcher como artista da FX
- Ned Vaughn como âncora de notícias
- Larry Fessenden como guarda de segurança
- Toby Huss como legista
- Uli Latukefu como Shephard Turei

## Produção

### Desenvolvimento
Em março de 2022, West anunciou que estava trabalhando no roteiro de um terceiro filme da série X, a ser ambientado cronologicamente após os eventos de X. O projeto explorará outro subgênero de terror e continuará a representação da influência do cinema na sociedade, explorando como o desenvolvimento de lançamentos de home video o fez. West afirma que, embora um espectador possa assistir a cada filme independentemente sem ver o filme anterior, eles são feitos para "complementar um ao outro".
Em junho de 2022, o produtor executivo Peter Phok confirmou que um terceiro filme estaria oficialmente em desenvolvimento, com West vinculado ao projeto. Em setembro de 2022, após a exibição de Pearl Midnight Madness para o Festival Internacional de Cinema de Toronto de 2022, Ti West anunciou o desenvolvimento de um terceiro filme. Junto com o anúncio, o cineasta lançou um pequeno teaser exibido após os pós-créditos. O clipe foi posteriormente lançado online para quem não esteve presente no evento. West escreveu o roteiro e também dirigirá o filme, com Mia Goth reprisando seu papel do primeiro filme. Ocorrendo em 1985 e intitulado MaXXXine, a trama foi confirmada para girar em torno de Maxine, a única sobrevivente do “Massacre de X”, enquanto ela continua em busca de seu futuro em Hollywood. O teaser trailer foi filmado com o filme acelerado para ser aprovado pela A24, seguindo os sucessos dos dois filmes anteriores. Jacob Jaffke, Kevin Turen e Harrison Kreiss serão os produtores, enquanto Goth também servirá como produtor executivo.
Em janeiro de 2023, Goth declarou que o roteiro está completo e que a história é, em sua opinião, a melhor da série até agora. A atriz declarou que muitos dos membros anteriores da equipe de produção estão retornando, com a fotografia principal programada para começar no final daquele ano.

### Escolha do elenco
Em abril de 2023, Elizabeth Debicki, Moses Sumney, Michelle Monaghan, Bobby Cannavale, Lily Collins, Halsey, Giancarlo Esposito e Kevin Bacon se juntaram ao elenco.

### Filmagens
As filmagens aconteceram de abril a maio de 2023, em Los Angeles, durante sete semanas. Em fevereiro de 2024, o filme estava em fase final de edição. O filme estava no final da edição em fevereiro de 2024. O filme foi produzido pela Little Lamb e Mad Solar Productions.
Em janeiro de 2024, foi relatado que Goth estava sendo processada pelo ator figurante James Hunter, que interpretou um cadáver no set, por chutá-lo intencionalmente na cabeça e depois provocá-lo sobre isso. O processo também inclui uma reclamação de rescisão injusta contra a produtora A24 e o diretor West.

## Divulgação
Em 13 de setembro de 2022, um teaser trailer anunciando uma sequência de X, intitulado MaXXXine, foi lançado logo após a estreia de Pearl no Festival Internacional de Cinema de Toronto de 2022. O trailer apresentava a música synth-pop de 1984 "Obsession" da Animotion. Scott Wampler, da Fangoria, ficou encantado com o anúncio surpresa e chamou o teaser de "perfeito, no nível do hall da fama".
Em 1º de maio de 2023, uma imagem de primeira olhada de Goth e Halsey caracterizados como seus respectivos personagens foi compartilhada nas contas de mídia social da A24 e do filme. Eles tinham legendado: "A vida que ela merece", fazendo referência ao mantra pessoal falado ao longo de X por Maxine. Glenn Rowley, da Billboard, observou a mudança dramática de figurino de Goth, de seu "look estilo 'Little House on the Prairie'" para uma "juba loira bagunçada e uma jaqueta verde iridescente".

## Música
Tyler Bates compôs a trilha sonora do filme, assim como fez para X e Pearl. Com a partitura de MaXXXine, Bates pretendia criar uma atmosfera "sob medida" com sintetizadores e manipulação vocal, bem como vários instrumentos reunidos para criar um som "pouco ortodoxo", com foco principal no saxofone. Foi lançado junto com o filme em 5 de julho de 2024, pela A24 Music. O filme também usa diversas músicas de sua época como trilha sonora, como "Gimme All Your Lovin'" de ZZ Top, "Obsession" de Animotion, "St. Elmo's Fire (Man in Motion)" de John Parr e "Bette Davis Eyes" de Kim Carnes.

### Lista de faixas
Todas as músicas são compostas por Bates.
| MAXXXINE (Original Motion Picture Soundtrack) |                                     |         |  |
| N.º                                           | Título                              | Duração |  |
| 1.                                            | "My Little Girl"                    | 1:28    |  |
| 2.                                            | "Hollywood Blvd"                    | 1:44    |  |
| 3.                                            | "Suck"                              | 1:36    |  |
| 4.                                            | "Show World"                        | 1:32    |  |
| 5.                                            | "XXX VHS"                           | 2:08    |  |
| 6.                                            | "First Day on Set"                  | 1:42    |  |
| 7.                                            | "Head Mold Horror"                  | 3:02    |  |
| 8.                                            | "Elizabeth Bender"                  | 3:22    |  |
| 9.                                            | "Video Store Villany"               | 2:10    |  |
| 10.                                           | "Morgue Murders"                    | 1:15    |  |
| 11.                                           | "A Party in the Hills"              | 1:38    |  |
| 12.                                           | "Backlot Chase"                     | 1:37    |  |
| 13.                                           | "Vehicular Manslaughter"            | 1:57    |  |
| 14.                                           | "Maxine Mission"                    | 2:12    |  |
| 15.                                           | "Funicular Ride"                    | 2:13    |  |
| 16.                                           | "The Night Stalker"                 | 3:03    |  |
| 17.                                           | "Poolside Confrontation"            | 3:42    |  |
| 18.                                           | "Shootout Under the Hollywood Sign" | 3:05    |  |
| 19.                                           | "A Harrowing Experience"            | 3:33    |  |
| 20.                                           | "The Puritan"                       | 0:55    |  |
| Duração total:                                | Duração total:                      | 40:34   |  |

## Lançamento

### Cinema
MaXXXine estreou no TCL Chinese Theatre em Los Angeles em 24 de junho de 2024. Foi lançado nos Estados Unidos pela A24 em 5 de julho de 2024. No Brasil, foi lançado pela Universal Pictures nos cinemas em 11 de julho de 2024.

### Mídia doméstica
O filme foi lançado em VSD em 2 de agosto de 2024. Foi lançado em Blu-Ray e 4K Ultra HD em 8 de outubro de 2024.

## Recepção

### Bilheteria
Em 12 de agosto de 2024, MaXXXine arrecadou US$ 15,1 milhões nos Estados Unidos e Canadá, e US$ 6,9 milhões em outros territórios, totalizando US$ 22 milhões em todo o mundo.
Nos Estados Unidos e Canadá, a projeção era de que MaXXXine arrecadaria cerca de US$ 7 milhões em 2.200 cinemas em seu fim de semana de estreia. O filme arrecadou US$ 3,1 milhões em seu primeiro dia e estreou com US$ 6,7 milhões, terminando em quarto lugar.

### Crítica
A Variety relatou que as críticas foram positivas, enquanto a Uproxx as descreveu como mistas. No site agregador de críticas Rotten Tomatoes, 72% das 282 críticas são positivas, com uma classificação média de 6,4/10. O site relatou que: "Intoxicante com seu estilo máximo, MaXXXine é um pastiche irregular, mas vibrante, que conduz um estilete no coração de Hollywood." No Metacritic, que utiliza uma média ponderada, atribuiu ao filme uma pontuação de 64 em 100, com base em 50 críticos, indicando críticas "geralmente favoráveis". A recepção da audiência, segundo o CinemaScore, deu ao filme uma nota média de "B" numa escala de A+ a F (acima do "B-" de Pearl), enquanto os entrevistados pela PostTrak deram ao filme uma pontuação positiva de 76%, com 59% dizendo que definitivamente o recomendariam.

### Prêmios e indicações
| Lista de prêmios e indicações           | Lista de prêmios e indicações | Lista de prêmios e indicações             | Lista de prêmios e indicações                  | Lista de prêmios e indicações | Lista de prêmios e indicações |
| Premiação                               | Data                          | Categoria                                 | Destinatário(s)                                | Resultado                     | Ref(s).                       |
| --------------------------------------- | ----------------------------- | ----------------------------------------- | ---------------------------------------------- | ----------------------------- | ----------------------------- |
| Saturn Awards                           | 2 de fevereiro de 2025        | Melhor Filme Independente                 | MaXXXine                                       | Indicado                      | [ 54 ]                        |
| Make-Up Artists and Hair Stylists Guild | 15 de fevereiro de 2025       | Melhor Maquiagem de Época e/ou Personagem | Sarah Rubano, Mandy Artusato e Akiko Matsumoto | Indicado                      | [ 55 ]                        |

## Futuro
Embora MaXXXine tenha sido originalmente desenvolvido como o final da trilogia X, Ti West declarou mais tarde em fevereiro de 2024 que tem planos para um quarto filme, que dependeria da recepção do filme. Em maio de 2024, West confirmou que estava trabalhando em um quarto filme e que poderia desenvolvê-lo como seu próximo projeto. No entanto, em agosto de 2024, durante um Reddit AMA, ele afirmou que está "feliz com o local onde [ele] o deixou" e que MaXXXine é provavelmente o fim da série.